# Коавильтеки
Коавильтеки (Coahuiltecan) — общее название группы племён, обитавших ранее на юге Техаса около реки Рио-Гранде.
Испанцы, первыми прибывшие в регион, описывали местное население как процветающих и дружелюбных людей. Большинство сведений о коавильтеках относится ко времени, когда они, по-видимому, пережили экономическую катастрофу и употребляли в пищу практически всё, что могли найти — муравьиные яйца, сгнившую древесину, пауков, олений помёт, гремучих змей, ящериц и т. п. Из-за занесённых европейцами болезней погибло около 90 % коавильтеков. В XVIII веке племя исчезло, остатки племени смешались с испаноязычным населением юга Техаса. Среди коавильтеков упоминается группа под названием квемы, обитавшая на обоих берегах Рио-Гранде.
Джон Уэсли Пауэлл в своей классификации индейских языков 1891 года выделил коавильтекскую семью, которая, по его мнению, включала коавильтекский язык и язык котонаме. Позднее в данную семью предлагалось включить также комекрудские языки, каранкава и тонкава. В настоящее время большинство лингвистов склоняются к тому, чтобы рассматривать эти языки как изоляты.